# 희망적 리프레인
〈희망적 리프레인〉(希望的リフレイン 키보테키 리프레인[*])은 AKB48의 38번째 싱글이다.

## 개요
전작 〈마음의 플래카드〉로부터 약 3개월 만의 싱글이다.
표제곡의 MV에는, AKB48 졸업생인 마에다 아츠코·오오시마 유코·시노다 마리코·이타노 토모미가 게스트로서 출연하고 있다.
캐치프레이즈는, CD 타입마다 다르다. 각각 〈당신은 AKB에게서 도망칠 수 있는가?〉, 〈AKB가 도망친다 도망친다 도망친다 너희가 쫓는다 쫓는다 쫓는다.〉, 〈도망치지 마라. 쫓아라.〉, 〈너무 좋아서 미쳐버릴 것 같은 사람들에게.〉.

## 수록곡

### Type-A
자켓 사진 (초회 한정반 표지):오오와다 나나·카토 레나·코지마 마코·미야와키 사쿠라·와타나베 마유
자켓 사진 (통상반 표지):이코마 리나·카와에이 리나·나카노 이쿠미·미네기시 미나미·야마모토 사야카
CD
1. 希望的リフレイン / 희망적 리프레인
(작사: 아키모토 야스시 / 작곡·편곡: 이노우에 요시마사)
2. 今、Happy / 지금, Happy - 장미조
(작사: 아키모토 야스시 / 작곡: 아일톤 세나 / 편곡: 노나카 “마사” 유이치)
3. 従順なSlave / 고분고분한 Slave - 팀A
(작사: 아키모토 야스시 / 작곡·편곡: REO)
4. 希望的リフレイン off vocal ver.
5. 今、Happy off vocal ver.
6. 従順なSlave off vocal ver.

DVD
1. 希望的リフレイン Music Video
2. 希望的リフレイン Music Video -Live Ver.-
3. 今、Happy Music Video
4. AKB48 그룹 뒤 가위바위보 대회 2014 최약 여왕 결정전 Part1

### Type-B
자켓 사진 (초회 한정반 표지):카와모토 사야·코다마 하루카·시마자키 하루카·마츠이 쥬리나·무카이치 미온
자켓 사진 (통상반 표지):이리야마 안나·키자키 유리아·타노 유카·마츠이 레나·미야자와 사에·무토 토무
CD
1. 希望的リフレイン / 희망적 리프레인
2. Ambulance - 백합조
(작사: 아키모토 야스시 / 작곡·편곡: 마에무라 코슌)
3. 初めてのドライブ / 첫 드라이브 - 팀K
(작사: 아키모토 야스시 / 작곡: JYONGRI / 편곡: 사사키 유)
4. 希望的リフレイン off vocal ver.
5. Ambulance off vocal ver.
6. 初めてのドライブ off vocal ver.

DVD
1. 希望的リフレイン Music Video
2. 希望的リフレイン Music Video -Live Ver.-
3. Ambulance Music Video
4. AKB48 그룹 뒤 가위바위보 대회 2014 최약 여왕 결정전 Part2

### Type-C
자켓 사진 (초회 한정반 표지):코지마 하루나·사시하라 리노·시로마 미루·타카하시 미나미·모리야스 마도카
자켓 사진 (통상반 표지):오오시마 료카·카시와기 유키·스다 아카리·타카하시 쥬리·요코야마 유이·와타나베 미유키
CD
1. 希望的リフレイン / 희망적 리프레인
2. 歌いたい / 노래하고 싶어 - 카틀레야조
(작사: 아키모토 야스시 / 작곡: ANDW_EYE / 편곡: 사사키 유)
3. ロンリネスクラブ / 론리네스 클럽 - 팀B
(작사: 아키모토 야스시 / 작곡: 카와우라 마사히로 / 편곡: 와카타베 마코토)
4. 希望的リフレイン off vocal ver.
5. 歌いたい off vocal ver.
6. ロンリネスクラブ off vocal ver.

DVD
1. 希望的リフレイン Music Video
2. 希望的リフレイン Music Video -Live Ver.-
3. 歌いたい Music Video
4. Team 8 첫 두근두근 원 숏 립집!

### Type-D
자켓 사진 (표지):이코마 리나·이리야마 안나·카시와기 유키·카와에이 리나·키자키 유리아·코지마 하루나·사시하라 리노·시마자키 하루카·스다 아카리·타카하시 미나미·마츠이 쥬리나·마츠이 레나·미야와키 사쿠라·야마모토 사야카·요코야마 유이·와타나베 마유
CD
1. 希望的リフレイン / 희망적 리프레인
2. 制服の羽根 / 제복의 우근 - 팀8
(작사: 아키모토 야스시 / 작곡·편곡: 와카타베 마코토)
3. 目を開けたままのファーストキス / 눈을 뜬 채로 한 퍼스트 키스 - 팀4
(작사: 아키모토 야스시 / 작곡: 세키야 나오키 / 편곡: 마스다 타케시)
4. 風の螺旋 / 바람의 나선 - 코지자카46
(작사: 아키모토 야스시 / 작곡: 카타기리 슈타로 / 편곡: 와카타베 마코토)
5. 希望的リフレイン off vocal ver.
6. 制服の羽根 off vocal ver.
7. 目を開けたままのファーストキス off vocal ver.
8. 風の螺旋 off vocal ver.

DVD
1. 希望的リフレイン Music Video
2. 希望的リフレイン Music Video -Live Ver.-
3. 制服の羽根 Music Video
4. 風の螺旋 Music Video

### 극장반
자켓 사진 (표지):미야와키 사쿠라·와타나베 마유
CD
1. 希望的リフレイン / 희망적 리프레인
2. 今、Happy / 지금, Happy - 장미조
3. Reborn - 팀 서프라이즈
(작사: 아키모토 야스시 / 작곡: 슌류 / 편곡: 이쿠타 마신)
4. 希望的リフレイン off vocal ver.
5. 今、Happy off vocal ver.
6. Reborn off vocal ver.

## 선발 멤버

### 희망적 리프레인
(센터:와타나베 마유, 미야와키 사쿠라)
- 이코마 리나, 이리야마 안나, 오오시마 료카, 오오와다 나나, 카시와기 유키, 카토 레나, 카와에이 리나, 카와모토 사야, 키자키 유리아, 코지마 하루나, 코지마 마코, 코다마 하루카, 사시하라 리노, 시마자키 하루카, 시로마 미루, 스다 아카리, 타카하시 쥬리, 타카하시 미나미, 타노 유카, 나카노 이쿠미, 마츠이 쥬리나, 마츠이 레나, 미네기시 미나미, 미야와키 사쿠라, 미야자와 사에, 무카이치 미온, 무토 토무, 모리야스 마도카, 야마모토 사야카, 요코야마 유이, 와타나베 마유, 와타나베 미유키

### 지금, Happy
〈장미조〉 명의
(센터:오카다 나나, 사카구치 나기사)
- 에고 유나, 오오타 유리, 오카다 나나, 키타가와 료하, 고토 모에, 사카구치 나기사, 시부야 나기사, 타시마 메루, 타츠야 마키호, 타나카 미쿠, 토모나가 미오, 니시노 미키, 후쿠오카 세이나, 무라야마 유이리, 야부키 나코, 야부시타 슈

### 고분고분한 Slave
〈Team A〉 명의
- 이노 미야비, 이치카와 마나미, 이리야마 안나, 이와타 카렌, 카와에이 리나, 코지마 나츠키, 코지마 하루나, 시마자키 하루카, 타카하시 미나미, 타키타 카요코, 타츠야 마키호, 타니구치 메구, 나카타 치사토, 나카니시 치요리, 나카무라 마리코, 니시야마 레나, 후지타 나나, 후루하타 나오, 마에다 아미, 마츠이 사키코, 미야와키 사쿠라, 무토 토무, 모리카와 아야카, 야구라 후코

### Ambulance
〈백합조〉 명의
(센터:사토 스미레)
- 아즈마 리온, 아나이 치히로, 이와타테 사호, 우치야마 나츠키, 키노시타 하루나, 코지나 유이, 사사키 유카리, 사토 스미레, 시노자키 아야나, 츠치야스 미즈키, 나가오 마리야, 후지에 레이나, 후루하타 나오, 마츠오카 나츠미, 야구라 후코, 요시다 아카리

### 첫 드라이브
〈Team K〉 명의
- 아이가사 모에, 아베 마리아, 이시다 하루카, 이와사 미사키, 우치다 마유미, 키타하라 리에, 코지마 마코, 코다마 하루카, 코바야시 카나, 고토 모에, 시마다 하루카, 시모구치 히나나, 스즈키 시호리, 스즈키 마리야, 타노 유카, 나가오 마리야, 마츠이 쥬리나, 미야자키 미호, 야마모토 사야카, 유모토 아미, 요코야마 유이

### 노래하고 싶어
〈카틀레야조〉 명의
(센터:시바타 아야)
- 이시다 하루카, 이치카와 미오리, 이와사 미사키, 이와타 카렌, 우메다 아야카, 오오타 아이카, 오오바 미나, 오오야 시즈카, 오가사와라 마유, 키타하라 리에, 키모토 카논, 쿠라모치 아스카, 코타니 리호, 시바타 아야, 죠니시 케이, 타카죠 아키, 타카야나기 아카네, 타나베 미쿠, 타니 마리카, 나카니시 치요리, 후루카와 아이리, 마츠무라 카오리, 미야자키 미호, 모토무라 아오이, 야마우치 스즈란, 야마다 나나

### 론리네스 클럽
〈Team B〉 명의
- 이코마 리나, 이즈타 리나, 우치야마 나츠키, 우메타 아야노, 오오시마 료카, 오오야 시즈카, 오오와다 나나, 오가사와라 마유, 카시와기 유키, 카와모토 사야, 쿠라모치 아스카, 타카죠 아키, 타카하시 쥬리, 타케우치 미유, 타나베 미쿠, 토모나가 미오, 나토리 와카나, 노자와 레나, 하시모토 히카리, 히라타 리나, 후쿠오카 세이나, 요코시마 아에리, 와타나베 마유

### 제복의 날개
〈Team 8〉 명의
(센터:나카노 이쿠미)
- 아베 메이, 이와사키 모에카, 오다 나오, 오카베 린, 오쿠보라 치나츠, 오구리 유이, 오다 에리나, 키타 레이나, 교텐 유리나, 쿠라노오 나루미, 콘도 모에리, 사카구치 나기사, 사토 아카리, 사토 시오리, 사토 나나미, 시타오 미우, 시미즈 마리아, 시모아오키 카린, 타카오카 카오루, 타카하시 아카네, 타니 유리, 타니카와 히지리, 쵸 쿠레나, 나카노 이쿠미, 나가노 세리카, 하시모토 하루나, 핫토리 유나, 하마 사유나, 하마나츠 리오나, 하야사카 츠무기, 히다리토모 아야카, 히토미 코토네, 히로세 나츠키, 후쿠치 레나, 후지무라 나츠키, 혼다 히토미, 미야자토 리라, 모기 카스미, 모리와키 유이, 야구치 모카, 야마다 나나미, 야마모토 아이, 야마모토 루카, 요코미치 유리, 요코야마 유이, 요시카와 나나세, 요시노 미유

### 눈을 뜬 채로 한 퍼스트 키스
〈Team 4〉 명의
- 이와타테 사호, 오오카와 리오, 오오모리 미유, 오카다 아야카, 오카다 나나, 카토 레나, 키자키 유리아, 키타자와 사키, 코타니 리호, 코바야시 마리나, 코미야마 하루카, 사사키 유카리, 사토 키아라, 시노자키 아야나, 시부야 나기사, 타카시마 유리나, 츠치야스 미즈키, 니시노 미키, 마에다 미츠키, 미네기시 미나미, 무카이치 미온, 무라야마 유이리, 모기 시노부

### 바람의 나선
〈코지자카46〉 명의
(센터:코지마 하루나)
- 이코마 리나, 이토 쥰나, 카와고 히나, 카와무라 마히로, 코지마 하루나, 사이토 유리, 사가라 이오리, 사사키 코토코, 스즈키 아야네, 테라다 란제, 나가시마 세이라, 나카다 카나, 노죠 아미, 야마자키 레나, 와타나베 미리아, 와다 마야

### Reborn
〈팀 서프라이즈〉 명의
(센터:이즈타 리나)
- 이시다 하루카, 이즈타 리나, 이와사 미사키, 이와타테 사호, 우치다 마유미, 오오야 시즈카, 코지마 나츠키, 코바야시 마리나, 사사키 유카리, 시노자키 아야나, 스즈키 시호리, 스즈키 마리야, 타나베 미쿠, 나카타 치사토, 나카무라 마리코, 나토리 와카나, 마에다 아미, 마츠이 사키코, 모리카와 아야카

## JKT48 버전
〈Refrain Penuh Harapan- Kibouteki Refrain 리프레인 프누 하라판- 키보테키 리프레인[*]〉는 AKB48의 자매 그룹인 JKT48의 열번째 싱글로 Hits Records에서 2015년 5월 27일에 발매되었다.
가사는 모두 인도네시아어로 번역된 것이다. 싱글 발매에 앞서서 ‘JKT48 10th 싱글 선발 총선거’가 진행됐으며 타이틀 곡은 이 총선거에서 상위 16위권 안으로 들어간 멤버에 의해서 가창되고 있다. 타이틀 곡의 센터 포지션은 제시카 베란다이다. 또, 영어로 커버한 버전도 수록되어 있다.
CD는 일반판, Music Card의 두 가지 형태가 있다.

### 수록 내용
CD
| #  | 제목                                                      | 재생 시간 |
| -- | --------------------------------------------------------- | --------- |
| 1. | 〈Refrain Penuh Harapan- Kibouteki Refrain〉              |           |
| 2. | 〈Value Milikku Saja- Boku Dake no Value〉                |           |
| 3. | 〈Dewi Theater- Theater no Megami〉                       |           |
| 4. | 〈Bel Terakhir Berbunyi- Saishuu Bel ga Naru]]〉          |           |
| 5. | 〈Sambil Menggandeng Erat Tanganku- Te wo Tsunaginagara〉 |           |
| 6. | 〈Refrain Full of Hope (English Version)〉                |           |

DVD
| #  | 제목                                                                      | 재생 시간 |
| -- | ------------------------------------------------------------------------- | --------- |
| 1. | 〈Refrain Penuh Harapan- Kibouteki Refrain Music Video〉                  |           |
| 2. | 〈Refrain Penuh Harapan- Kibouteki Refrain Music Video Behind the Scene〉 |           |